# 조일평양선언

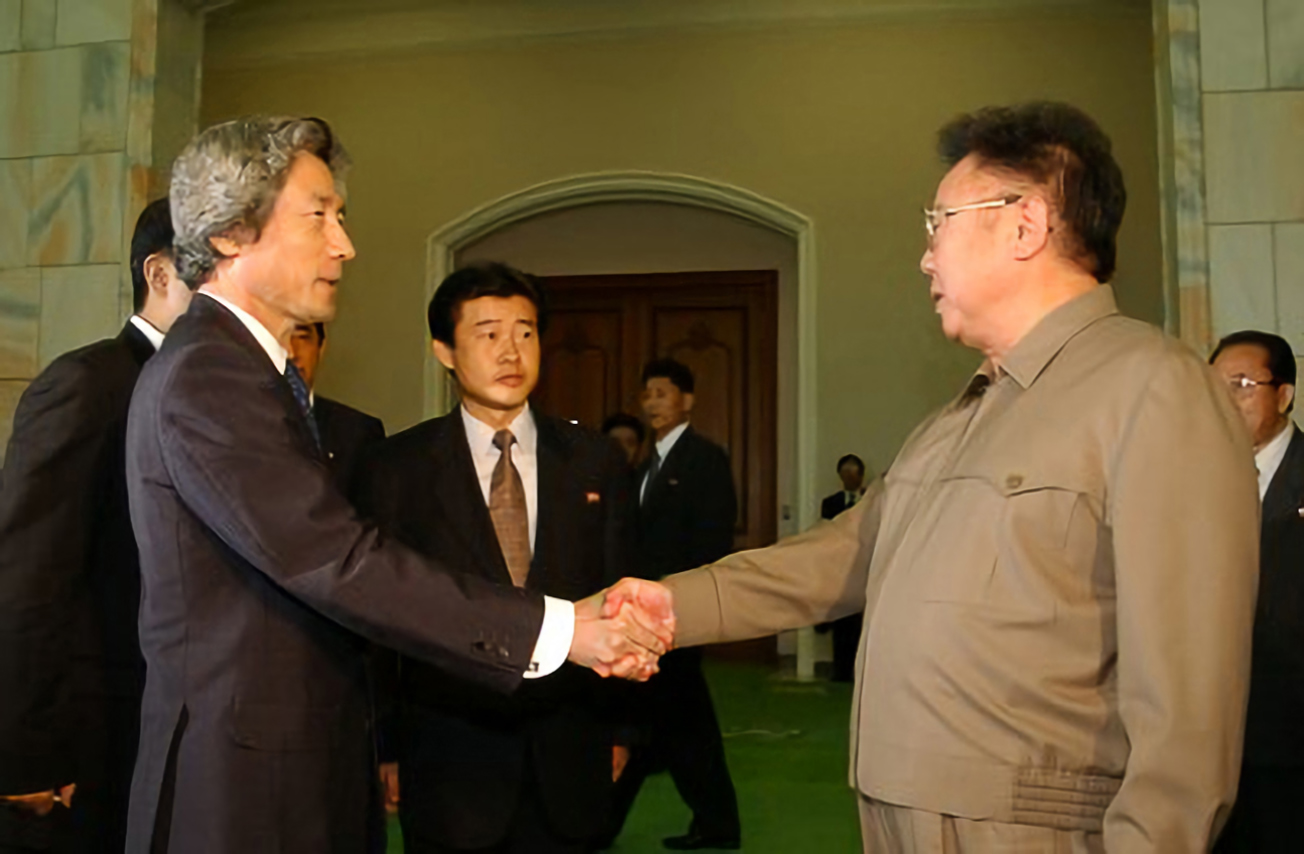
고이즈미 준이치로 총리와 김정일 국방위원장

조일평양선언(朝日平壤宣言)은 2002년 9월 17일에 조선민주주의인민공화국 평을 방문한 일본 수상 고이즈미 준이치로가 김정일과 북일정상회담을 실시했을 때에 조인된 선언문으로, 북일 간의 문제 있는 사항을 해결하는 것을 목표로 한 것이다. 

## 내용
회담에는 김정일 국방위원장, 강석주 외무성 제1부상과 고이즈미 총리, 아베 신조 내각관방장관 등이 배석하였다.
본 선언에서 북한과 일본의 수교. 대일청구권, 관계정상화 및 미사일 발사 실험에 대한 중단에 대해서 합의하였다. 특히 납북 일본인 문제에 대한 논의가 공식 의제로 선정되었으며, 국교 정상화 이후 북일 경제협력에 대한 전반적인 방향을 내포한다.
1. 2002년 10월 중 조일국교정상화회담 재개
2. 수교 이후 국제기구를 통한 인도주의적 지원 등의 경제 협력 실시
3. 납북 일본인 문제 해결
4. 조선 반도 핵 문제의 포괄적인 해결 & 미사일 발사의 보류

## 같이 보기
- 납치문제 그밖의 북조선 당국의 인권침해문제의 대처에 관한 법률
- 북일관계